# Курсон (Приморская Шаранта)
Курсо́н (фр. Courçon) — коммуна во Франции, находится в регионе Пуату — Шаранта. Департамент коммуны — Приморская Шаранта. Входит в состав кантона Курсон. Округ коммуны — Ла-Рошель.
Код INSEE коммуны — 17127.

## Население
Население коммуны на 2010 год составляло 1664 человека.
| 1962 | 1968 | 1975 | 1982 | 1990 | 1999 | 2010 |
| ---- | ---- | ---- | ---- | ---- | ---- | ---- |
| 947  | 946  | 956  | 991  | 990  | 1097 | 1664 |